# Orudiza
Orudiza is een geslacht van vlinders van de familie Uraniavlinders (Uraniidae), uit de onderfamilie Epipleminae.

## Soorten
- O. columbaris Butler, 1889
- O. placidaria Walker, 1861
- O. protheclaria Walker, 1861